# Вільшаниця (Івано-Франківський район)
Вільша́ниця — село в Україні, у Івано-Франківському районі Івано-Франківської області. Входить до складу Тисменицької міської громади.

## Історія
Село Вільшаниця згадується 30 травня 1440 року у протоколах галицького суду .
У 1934—1939 років село входило до об'єднаної сільської ґміни Рошнюв Тлумацького повіту.
У 1939 році в селі мешкало 2090 осіб, з них 2080 українців-греко-католиків і 10 українців-римокатоликів.
За даними облуправління МГБ у 1949 році у Тисменицькому районі підпілля ОУН найактивнішим було в селах Вільшаниця, Милування і Пшеничники.

## Населення

### Мова
Розподіл населення за рідною мовою за даними перепису 2001 року:
| Мова       | Кількість | Відсоток |
| ---------- | --------- | -------- |
| українська | 1748      | 99.77%   |
| російська  | 4         | 0.23%    |
| Усього     | 1752      | 100%     |

## Економіка
В селі розташоване виробництво еко-чаїв для Івано-Франківської продовольчої компанії «Екопродукт».

## Цікаві факти
- На знімках з космосу село виглядає як тризуб, що нагадує національний Герб України. Розташування п'яти основних сільських вулиць розділяють чотири потічки та річка, які всі разом ніби утворюють тризуб. За 575 років село не змінило своїх обрисів, стверджує сільський голова.
- У рамках Проекту ЄС/ПРООН «Місцевий розвиток, орієнтований на громаду – ІІІ» у селі встановлено 8 сонячних батарей та 55 світлодіодних ламп[6].

## Світлини

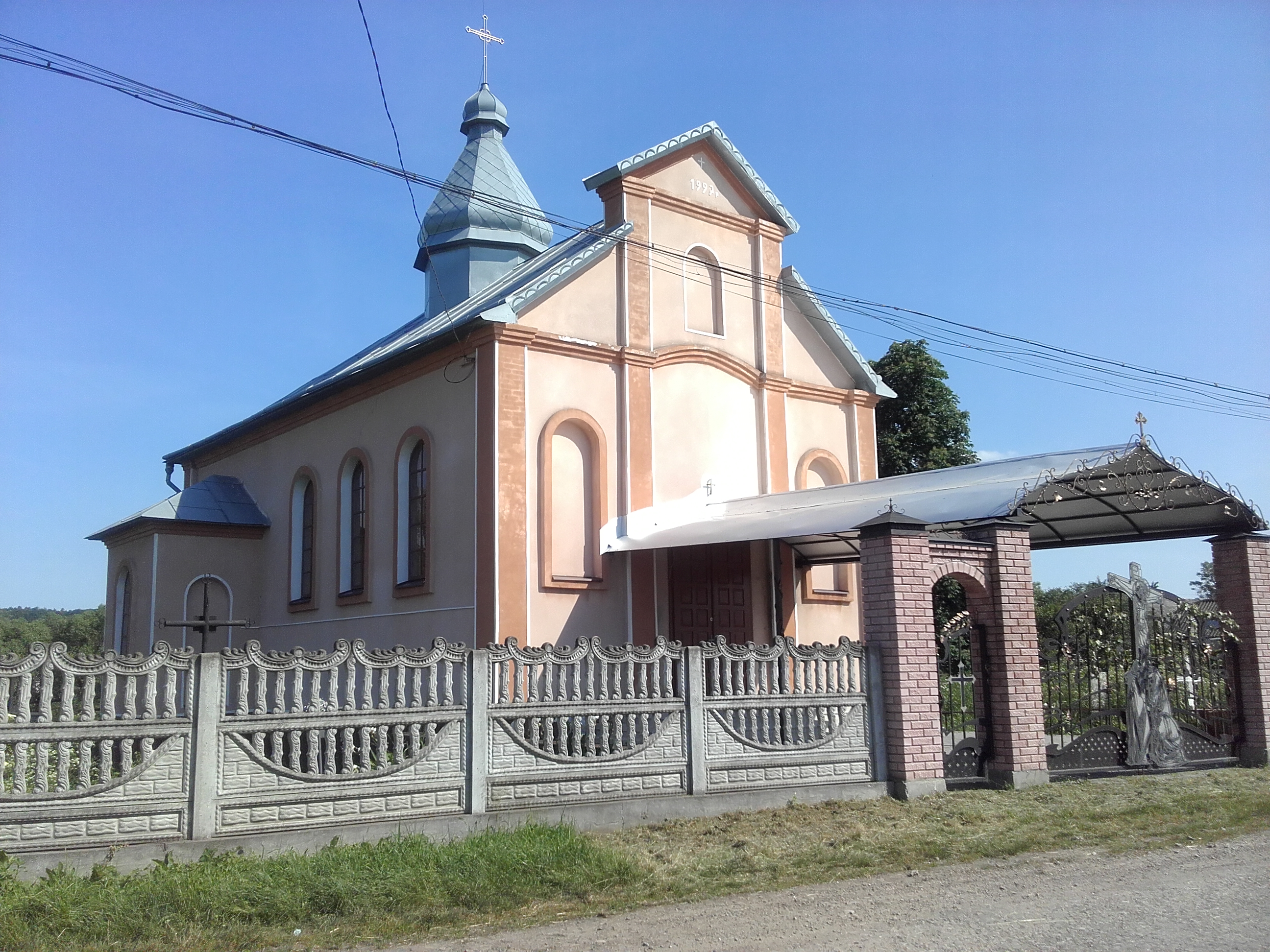
Церква Святого Теодозія Печерського
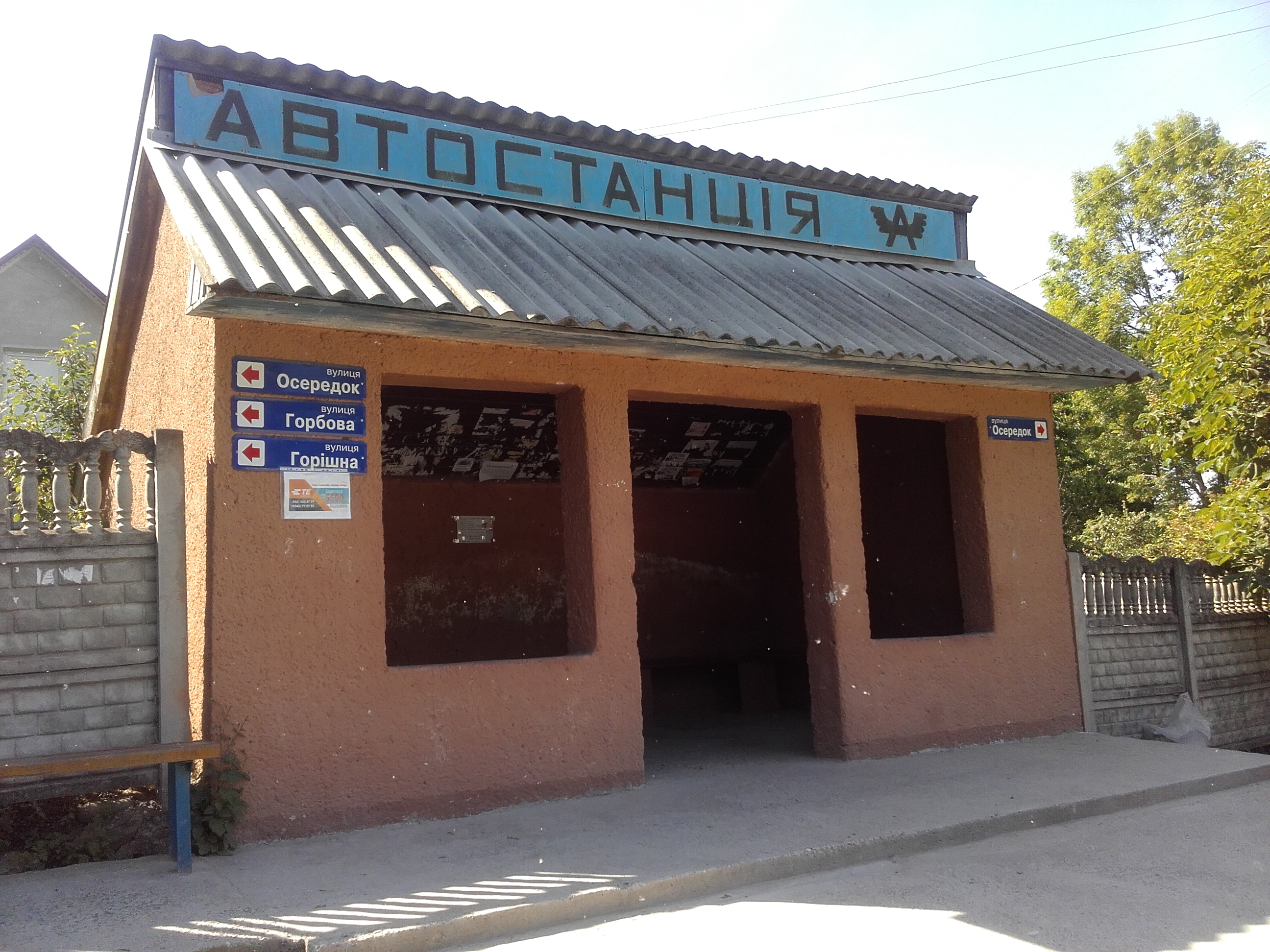
Автобусна зупинка
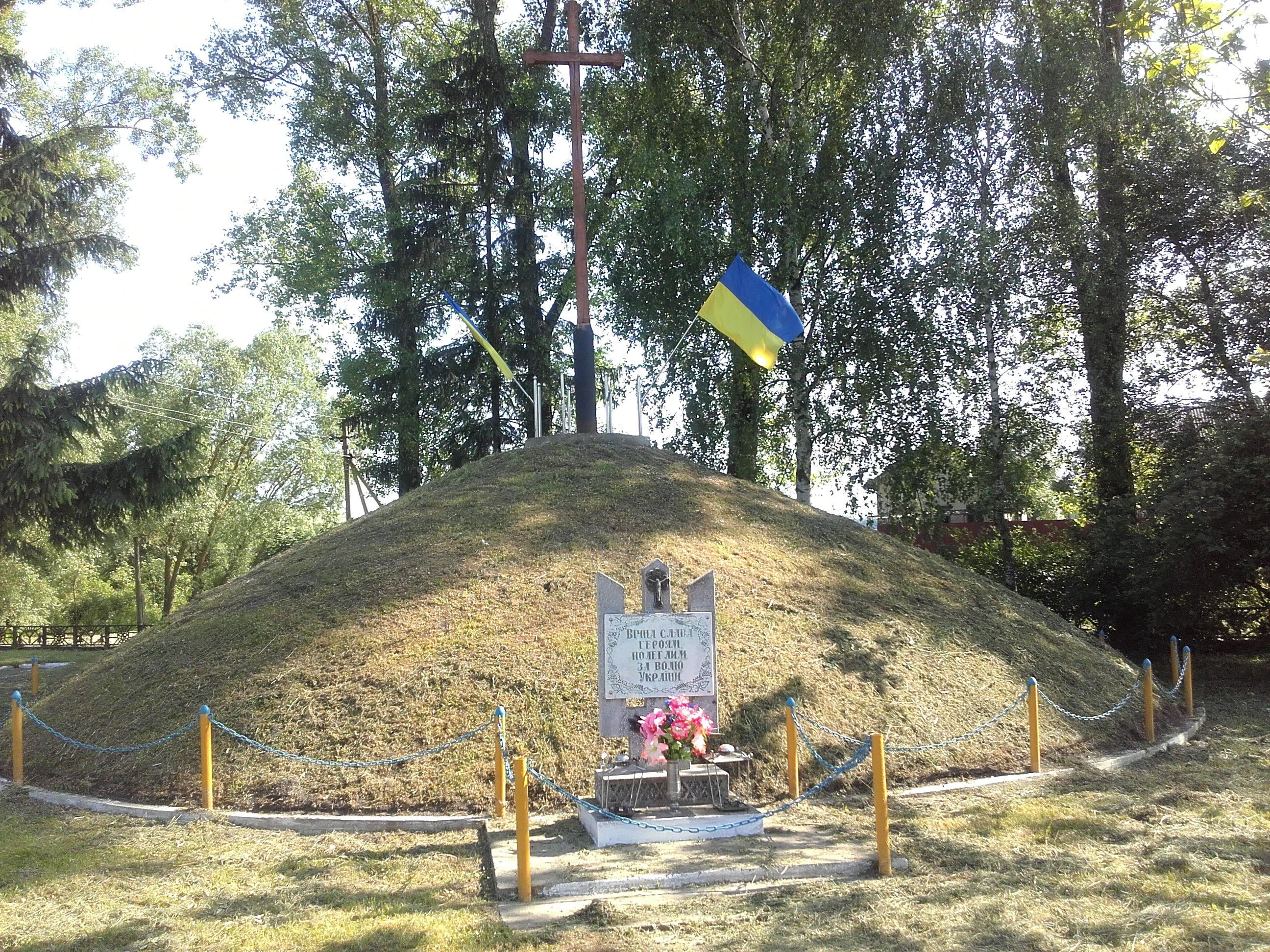
Символічна могила борцям за волю України
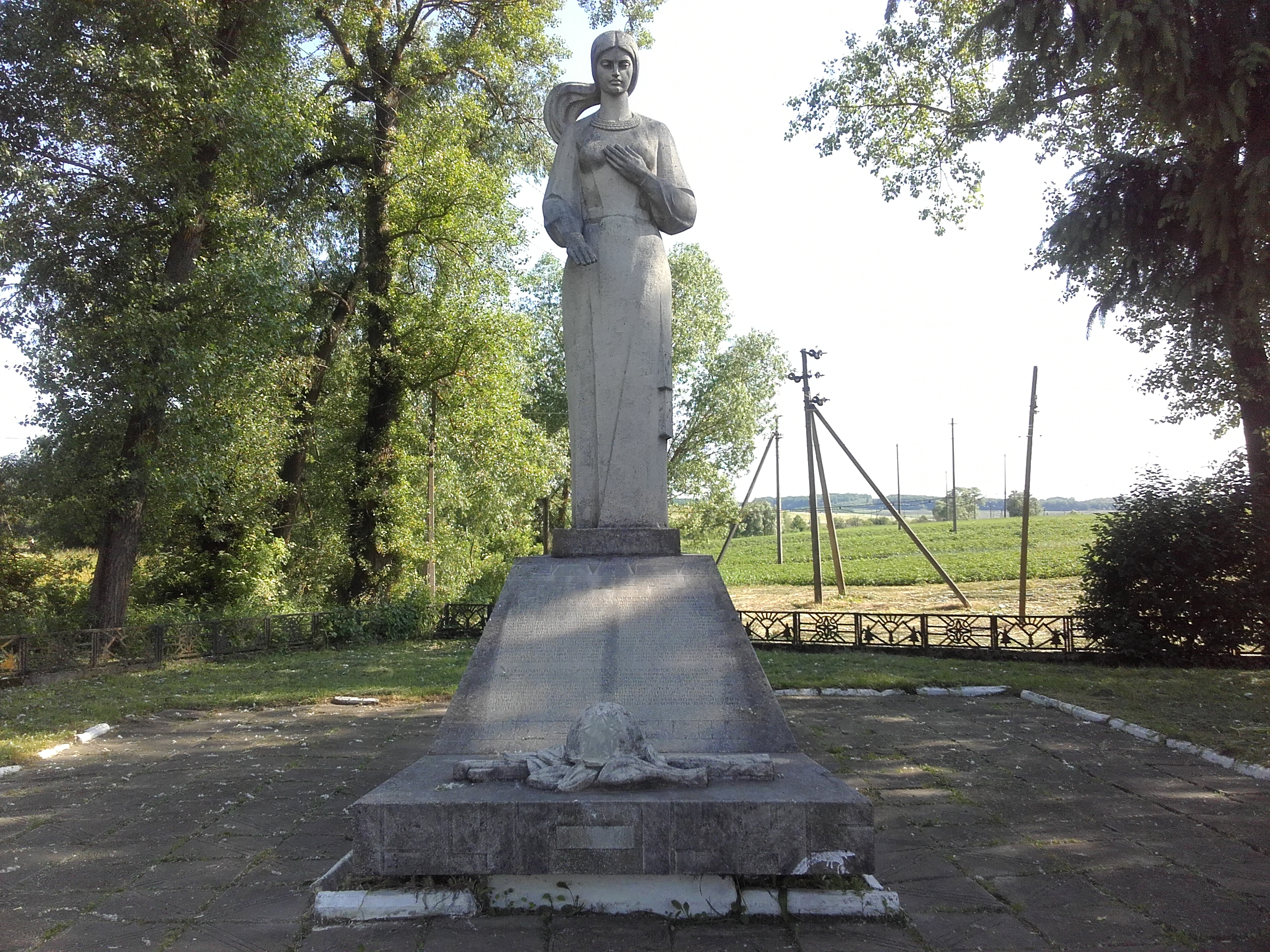
Монумент "Скорботна мати"
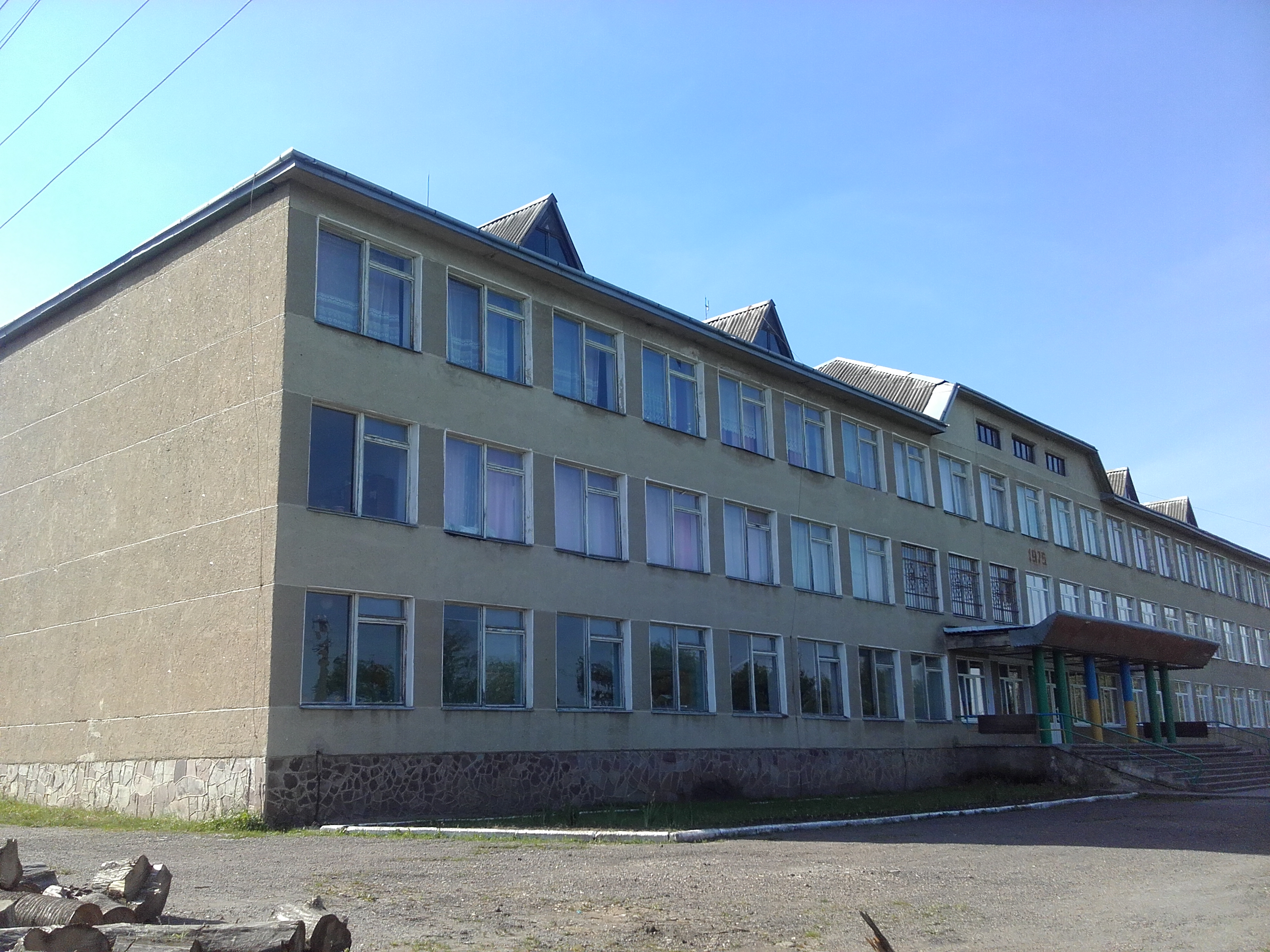
Школа
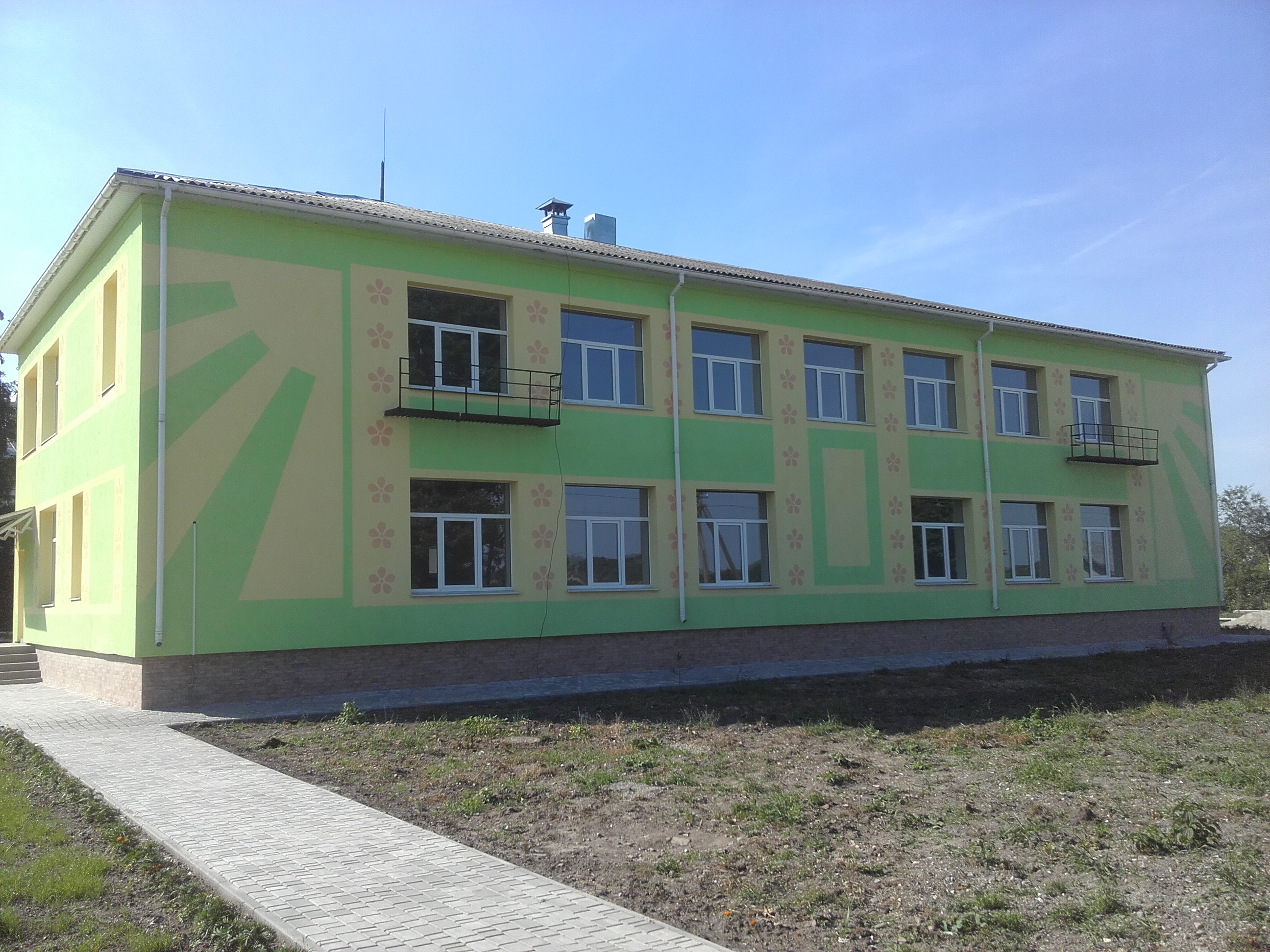
Дитячий садок
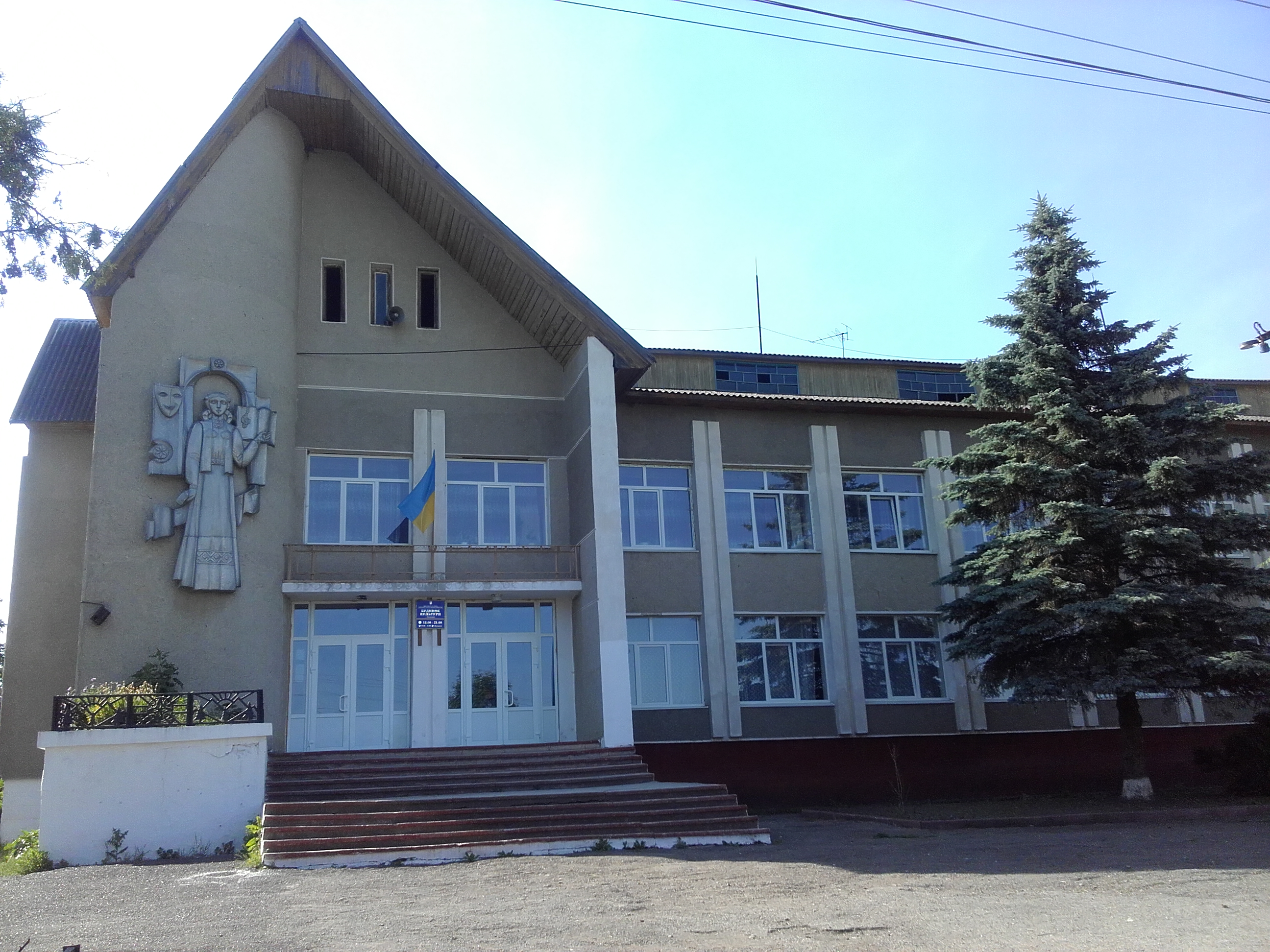
Будинок культури
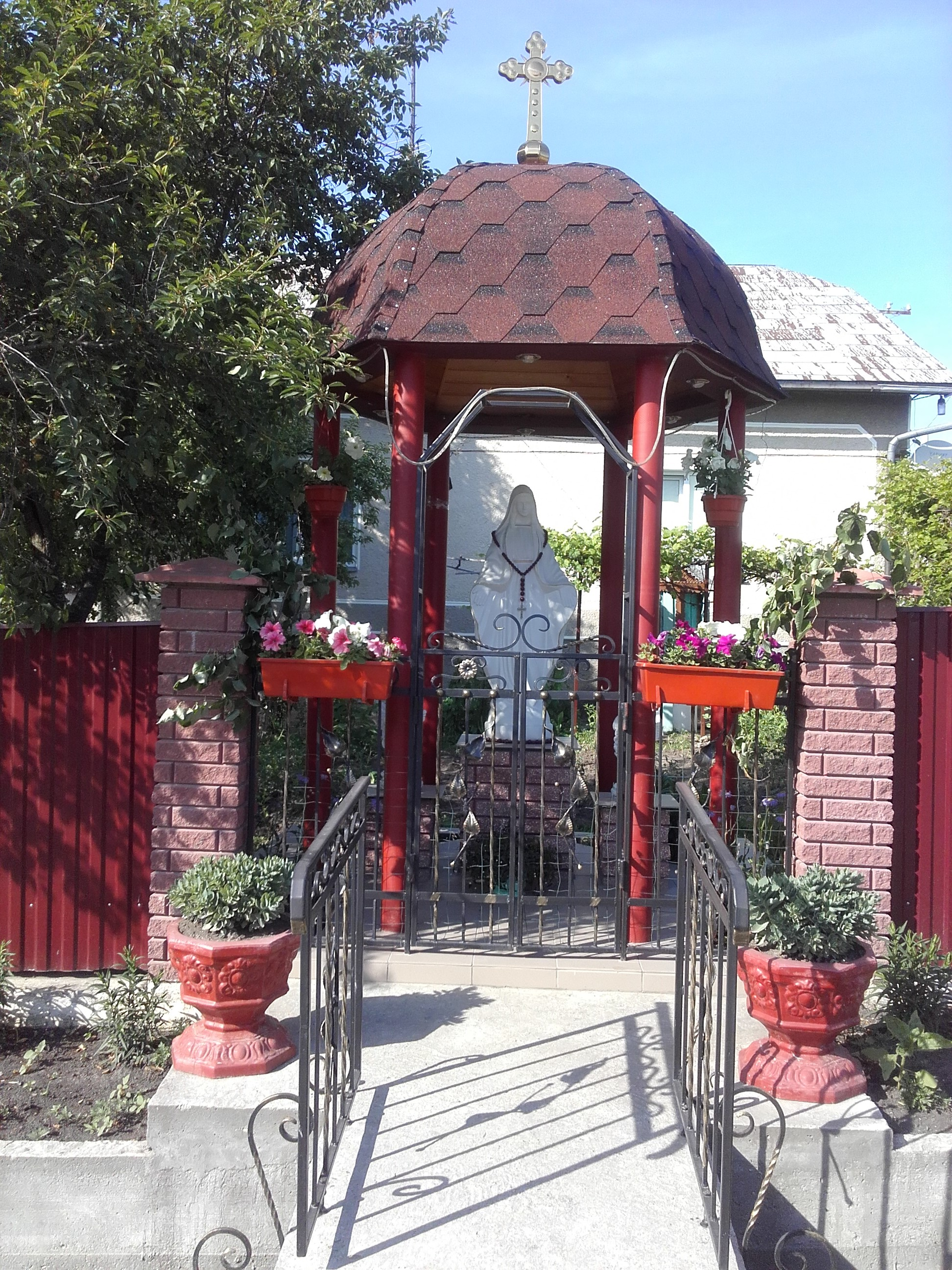
Капличка